# Hewingsen
Hewingsen ist ein Ortsteil der Gemeinde Möhnesee im Kreis Soest in Nordrhein-Westfalen.

## Lage
Hewingsen liegt an den Ausläufern des Haarstrangs, der sich hier in nördlicher Richtung in die Soester Börde erstreckt. Östlich grenzt Hewingsen an Meiningserbauer, im Süden an Theiningsen, im Südwesten an Ense-Bittingen und Ense-Bilme und im Norden an Soest-Epsingsen. Das nächstgelegene Mittelzentrum ist die Kreisstadt Soest mit ca. 50.000 Einwohnern.

## Geschichte
Hewingsen wurde erstmals urkundlich im Jahre 1072 erwähnt. Im 13. Jahrhundert gab es eine Familie von Hevinchusen. Seit dem Mittelalter gehörte Hewingsen zum Kurfürstentum Köln. Es wurde von Drüggelte aus verwaltet, auch als der Ort an das Großherzogtum Hessen fiel. Seit 1808 bestand der Schultheißbezirk Hewingsen, der zum Amt Körbecke gehörte. 1815 fiel das Amt Körbecke an das Königreich Preußen und an den Kreis Soest. Die Gemeinde Hewingsen wurde zunächst von einem Ortsvorsteher, der später Gemeindebürgermeister und ab 1945 Bürgermeister genannt wurde, geleitet. Seit dem 1. Juli 1969 ist Hewingsen durch das Soest-Beckum-Gesetz ein Teil der Gemeinde Möhnesee. Gleichzeitig gibt es seit dieser Zeit wieder einen Ortsvorsteher. 2017 belegte das Dorf im Rahmen des kommunalen Wettbewerbs "Unser Dorf hat Zukunft" den ersten Platz.

### Einwohner
Zurzeit leben ca. 230 Menschen in dem kleinen Dorf.

## Religion

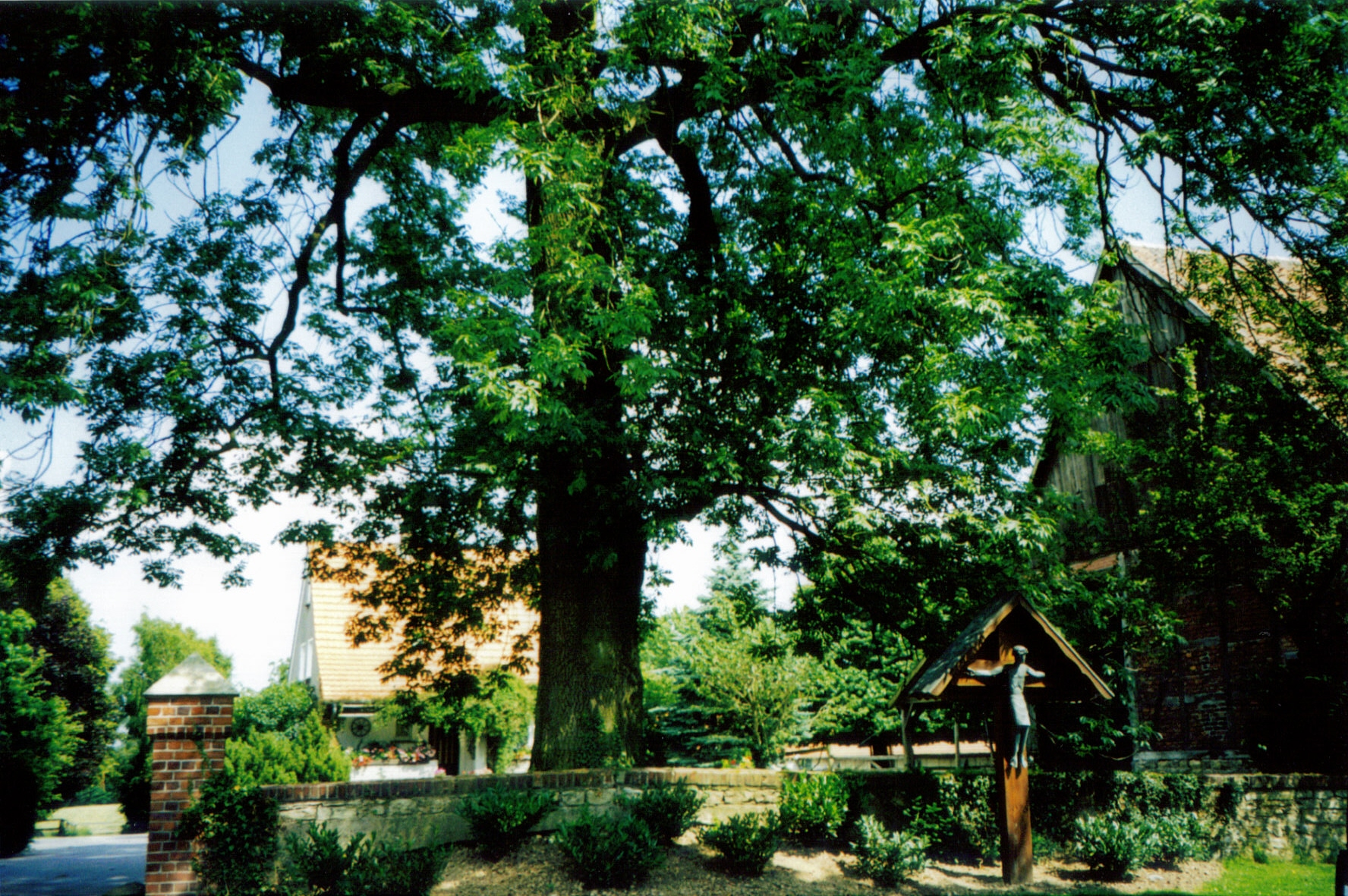
Hofkreuz

In Hewingsen gibt es eine katholische Kapelle, die „St. Marien“ heißt. Schon 1904 war ein Kapellenverein gegründet worden. Allerdings erst am 23. Oktober 1947 wurde mit dem Bau einer Kapelle begonnen. Bereits nach einem guten Jahr, am 12. Dezember 1948 erfolgte die Einweihung des neuen Gebäudes. Eine neue Orgel erhielt die Kapelle am 8. August 1999. Schließlich erhielt das Gebäude am 22. Dezember 2001 einen neuen Ambo und einen neuen Kredenztisch.

## Vereine
- Theaterverein Dai Hiewinger Theaterluie, gegründet 1993
- Hewingser Männerchor HMC, gegründet 1993
- Schützenbruderschaft St. Hubertus Hewingsen, gegründet 1818
- Spielmannszug Hewingsen 1908 e. V.

## Infrastruktur

### Einrichtungen
- Freiwillige Feuerwehr, Löschzug Günne - Löschgruppe Hewingsen gegründet 1908

### Verkehr
Einige Kilometer nördlich von Hewingsen verläuft die Bundesautobahn 44 und die Bundesstraße 1. Südlich von Hewingsen befindet sich die Bundesstraße 516.
Hewingsen ist an die Buslinien 531 (Ense-Bremen, Ense-Oberense, Ense-Bittingen, Hewingsen, Meiningsen, Soest) und 601 (Körbecke, Wippringsen, Delecke, Günne, Hewingsen) angeschlossen.